# Zemljopis Rusije
Zemljopis Rusije opisuje zemljopisne značajke Rusije, najveće po površini države na svijetu koja se nalazi u Europi i Aziji. Država se prostire u istočnoj Europi i sjevernoj Aziji.

## Europska Rusija
Najveći dio europskog dijela Rusije zauzima Istočnoeuropska nizina, najveća rijeka je Volga 3.688 km. Prevladava kontinentalna klima koja na krajnjem sjeveru prelazi u polarnu, a u uskom pojasu crnomorskog priobalja u mediteransku. Vegetacija je raznolika od sjevera prema jugu redaju se pojasevi crnogorične šume, miješane šume, prelazne šumsko-stepske zone i stepa pokrivena plodnom crnicom. Uz obale Kaspijskog jezera zbog jakog isparavanja prisutna je i polupustinja.
Na krajnjem jugu europske Rusije nalazi se planina Kavkaz s najvišim vrhom Rusije Elbrusom (5633 m).

## Istočna Rusija
Na zapadu azijskog dijela Rusije prostire se velika Zapadnosibirska nizina kroz koju protiče najduža ruska rijeka Ob. Između rijeke Jenisej na zapadu Lene na istoku nalazi se Srednjosibirska visoravan s vrhovima do 1700 m. 
Na jugu i istoku Sibira do obala Tihog oceana prevladava planinski reljef s lancima čiji su vrhovi uglavnom iznad 2000 m, ovdje se nalazi i najveće i najdublje rusko i svjetsko jezero Bajkalsko (31.500 km², dubina 1637 m).
Klima većeg dijela Sibira je vrlo oštra kontinentalna koja na sjeveru prelazi u polarnu, a na većim nadmorskim visinima u planinsku. Prevladavaju guste crnogorične šume tajge, sa zonama oskudne vegetacije tundrama i zonama trajnog leda na krajnjem sjeveru. Ruski daleki istok ima monsunsku klimu.

## Granica
Na zapadu Rusija graniči sa (od sjevera prema jugu):
- Norveška
- Finska
- Estonija
- Latvija
- Litva
- Poljska
- Bjelorusija
- Ukrajina

Na jugu graniči sa (od zapada prema istoku):
- Gruzija
- Azerbajdžan
- Kazahstan
- NR Kina
- Mongolija
- Sjeverna Koreja
- Japan (morska granica)
- SAD (morska granica)